# Kabinett Rudinì II
Das Kabinett Rudinì II regierte das Königreich Italien vom 10. März 1896 bis zum 11. Juli 1896. Es folgte dem Kabinett Crispi IV. Ministerpräsident war Antonio Starabba di Rudinì.

## Entstehung und Entwicklung
Das Kabinett Rudinì II war das 32. Kabinett des Königreiches und wurde von der Historischen Rechten (italienisch Destra storica) und Historischen Linken (it. Sinistra storica) gestützt. Es war vier Monate und 5 Tage im Amt.
Mit dem Zivilkommissar für Sizilien wurde ein zusätzliches Ministerium ohne Geschäftsbereich geschaffen. Das als Provisorium errichtete Ministerium sollte die administrative Umsetzung der Regierungspolitik in Sizilien koordinieren und war als Antwort auf die weit verbreitete Unzufriedenheit über die römische Regierung in der sizilianischen Bevölkerung eingerichtet worden. Nach Ansicht des aus Sizilien stammenden Ministerpräsidenten waren die örtlichen Regierungseinrichtungen auf Sizilien für die Unzufriedenheit verantwortlich, die er mit dem Zivilkommissar unter die Aufsicht Roms stellte.
Nach Meinungsverschiedenheiten mit König Umberto I. und dem italienischen Generalstab über die Neugliederung des königlichen Heeres traten der Außenminister, der Kriegsminister, der Minister für öffentliche Arbeiten und der Postminister zurück. Erneut mit dem Regierungsauftrag betraut bildete Starabba di Rudinì das Kabinett Rudinì III.

## Minister

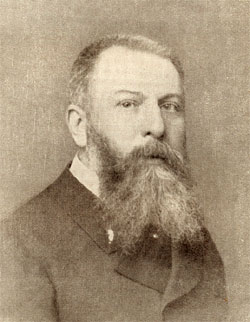
Antonio Starabba di Rudinì

| Ministerien                                       | Name                                         |
| ------------------------------------------------- | -------------------------------------------- |
| Ministerpräsident                                 | Antonio Starabba di Rudinì                   |
| Äußeres                                           | Onorato Caetani                              |
| Inneres                                           | Antonio Starabba di Rudinì                   |
| Justiz und Kirchenangelegenheiten                 | Giacomo Giuseppe Costa                       |
| Krieg                                             | Cesare Ricotti-Magnani                       |
| Marine                                            | Benedetto Brin                               |
| Finanzen                                          | Ascanio Branca                               |
| Schatz                                            | Giuseppe Colombo                             |
| Öffentliche Arbeiten                              | Costantino Perazzi                           |
| Bildung                                           | Emanuele Gianturco                           |
| Landwirtschaft, Industrie und Handel              | Francesco Guicciardini                       |
| Post und Telegraphie                              | Pietro Carmine                               |
| ohne Geschäftsbereich Zivilkommissar für Sizilien | Giovanni Codronchi Argeli (ab 5. April 1896) |